# Acacia saxicola
Acacia saxicola é uma espécie de leguminosa do gênero Acacia, pertencente à família Fabaceae.